# Elena Cuza
Elena Cuza také známá jako Elena Doamna (17. června 1825, Jasy – 2. dubna 1909, Piatra Neamț) byla moldavská a později rumunská šlechtična, filantropka a kněžna Spojených knížectví.

## Život

Její knížecí monogram

Narodila se 17. června 1825 v Jasech jako dcera Iordache Rosettiho, velkého bojara rodu Rosetti.
Roku 1844 se vdala za prince Alexandra Ioana Cuzu. Elena s ním nemohla mít děti. Alexandr mel později vztah s kněžnou Marijou Obrenović. Marija mu porodila dva syny Alexandra a Dimitrie a Elena se o ně starala jako o vlastní.
Ve svém veřejném životě však zůstala velmi oddaná svému manželovi a v roce 1848 byla zodpovědná za zajištění jeho letu ze země poté, co kníže Mihail Sturdza začal zatýkat účastníky moldavského revolučního hnutí. Vrátili se po zahájení vlády Grigoreho Alexandra Ghicy. Elena trpěla depresemi kvůli svému manželovi, který odešel cizoložit do Francie až do roku 1853. Po jejím návratu se téměř úplně odcizila od svého manžela. Elena odešla do Paříže a zůstala tam až do roku 1862, kdy byl její manžel zvolen vládcem země. Jako manželka hlavy státu se stala známou pro svou charitativní práci (stavba azylového domu Elena Doamna v Cotroceni, Bukurešť). Adoptovala sirotky, včetně nelegitimních dětí jejího manžela.
Udržovala soukromou rezidenci v Ruginoasa v kraji Jasy a byla zodpovědná za novogotický styl její výzdoby.
Během coup d'état proti jejímu manželovi byla 22. února 1866 izolována ve svém pokoji, kdy spiklenci vtrhly do ložnice knížete Alxandra kde trávil noc se svojí milenkou Marijou. Poté se svým manželem a Marijou odešli do exilu.